# Сетиме
Сетиме (итал. Settime) је насеље у Италији у округу Асти, региону Пијемонт.
Према процени из 2011. у насељу је живело 449 становника. Насеље се налази на надморској висини од 253 м.

## Становништво
Према резултатима пописа становништва 2011. у општини је живело 581 становника.
| 1931. | 1936. | 1951. | 1961. | 1971. | 1981. | 1991. | 2001. | 2011. |
| ----- | ----- | ----- | ----- | ----- | ----- | ----- | ----- | ----- |
| 946   | 877   | 746   | 556   | 505   | 505   | 520   | 537   | 581   |